# Theodor Balk
Theodor Balk (* 22. September 1900 als Fodor Dragutin in Zemun, Österreich-Ungarn, heute Serbien; † 25. März 1974 in Prag) war ein serbisch-jüdischer deutschsprachiger Schriftsteller.

## Leben
Balk studierte in Zagreb und in Wien Medizin und promovierte in Wien 1925 zum Dr. med. 1925 war er Arzt in Belgrad und schrieb Beiträge für die kommunistische Presse. 1929 emigrierte er aus politischen Gründen nach Deutschland und kam nach Berlin. Er trat der KPD und dem Bund proletarisch-revolutionärer Schriftsteller bei. In Berlin war er als Journalist und Redakteur für Die Linkskurve tätig. 1929 wurde er Redakteur der Zentralkorrespondenz. Er schrieb auch für Die Rote Fahne. Seit 1932 arbeitete er als Schiffsarzt.
1933 emigrierte er nach Paris über Prag. In Prag lernte Theodor Balk Lenka Reinerová kennen. Er schrieb im Stil von Egon Erwin Kisch für Der Gegenangriff, Internationale Literatur, Neue Deutsche Blätter, Arbeiter Illustrierte Zeitung, Deutsche Zentral-Zeitung in Moskau, Die neue Weltbühne und Das Wort. Über Paris gelangte er nach Spanien und war dort 1936 als Bataillonsarzt der Internationalen Brigaden tätig. 1939 wurde er in Le Vernet und Les Milles interniert. 1941 konnte er nach Mexiko fliehen und arbeitete dort an der Zeitschrift „Freies Deutschland“ mit. 1943 heiratete er Lenka Reinerová. 1945 gelangte er auf einem Frachter von Montreal nach Jugoslawien. In Belgrad wurde seine Tochter geboren.
Wegen einer schweren Erkrankung wurde Balk in eine Prager Klinik eingeliefert. Bei dem anschließenden Kuraufenthalt in Karlsbad beschloss die Familie, nicht mehr nach Jugoslawien zurückzukehren.
Ab 1948 lebte Theodor Balk in Lenka Reinerovás Heimatstadt Prag.

## Werke

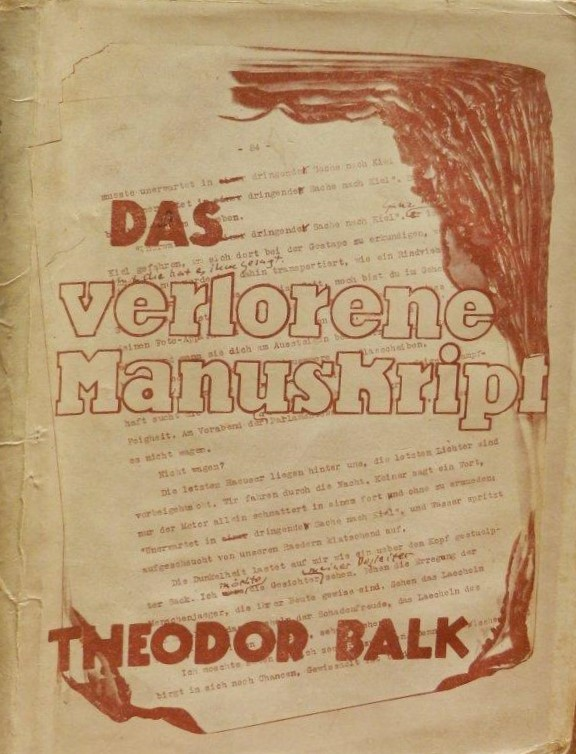
Das verlorene Manuskript 1943

- Der Schwarze – Kein Mensch ! Ist es der Weiße? In: Die Linkskurve. 1. Jg. Nr. 3. 1. Oktober 1929, S. 12–13.
- T. K. Fodor: Zweimal U.S.A. In: Die Linkskurve. 2. Jg. Nr. 5. 1. Mai 1930, S. 20–21.
- T. K. Fodor: Kriegsfilm – Gas. In: Die Linkskurve. 2. Jg. Nr. 7. 1. Juli 1930, S. 24–25.
- T. K. Fodor: Dr. C. Vogel: Aufzeichnungen und Bekenntnisse eines Pfarrers. In: Die Linkskurve. 2. Jg. Nr. 9. 1. September 1930, S. 35–36.
- T. K. Fodor: Metall. In: Die Linkskurve. 2. Jg. Nr. 10. Oktober 1930, S. 14–17.
- Der „Vorwärts“, Aufzeichnungen zu einer soziologischen Studie. In: Die Linkskurve. 2. Jg. Nr. 12. 1. Dezember 1930, S. 11–15.
- Streik vor dem Sondergericht. Hrsg. vom Zentralvorstand der Roten Hilfe Deutschlands. Tribunal (W. Pieck), Berlin 1931.
- Aufbau! Aufbau! Aufbau! Ein Rundgang durch die Berliner Betriebe. In: Die Linkskurve. 4. Jg. Nr. 1. Januar 1932, S. 16–20.
- Der Fall Felseneck. In: Die Linkskurve. 4. Jg. Nr. 2. Februar 1932, S. 21–24.
- T. K. Fodor: Der Geist des Films. In: Die Linkskurve. 4. Jg. Nr. 4. April 1932, S. 34–35.
- T. Balk: Metachrombraun. In: Die Linkskurve. 4. Jg. Nr. 6. Juni 1932, S. 11–13.
- Streik in der Kleinstadt. In: Die Linkskurve. 4. Jg. Nr. 11/12. Nov./Dez. 1932, S. 1–3.
- Baumwolle. Eine Reportage vom Kampf an der Textilfront. Verlag Betrieb und Gewerkschaft, Berlin 1932. (=ABC der Wirtschaft 1)
- Theodor Balk, Fritz Heckert: Stickstoff. Eine Reportage aus der Welt des Kunstdüngers, der Giftgase und Sprengstoffe. Verlag Betrieb und Gewerkschaft, Berlin 1932. (=ABC der Wirtschaft 2)
- Hier spricht die Saar. Ein Land wird interviewt. Ring Verlag, Zürich 1934.
- Hitler, Lenin. Prvé tři měsice. Hakena, Prag [ca. 1933].Neuauflage: Fischer, Frankfurt 1983, ISBN 3-596-25179-6).
- Das verlorene Manuskript. Moskau 1934.
  - Das verlorene Manuskript. Nachwort von Paul Merker El libro libre, Mexiko 1943
  - Das verlorene Manuskript. Dietz Verlag, Berlin 1949.
  - Das verlorene Manuskript. Neudruck der Ausgabe Mexiko 1943. Dem Neudruck wurde eine Rezension von Egon Erwin Kisch vorangestellt. Gerstenberg, Hildesheim 1979.
  - Das verlorene Manuskript. Fischer, Frankfurt am Main 1983, ISBN 3-596-25179-6.
- Races. Mythe et vérité. Adapté d'après le manuscrit sous la direction de l'auteur par Lydia Staloff. Préf. de Marcel Prenant. Ed. sociales, Paris 1935.
- Der Autor unseres neuen Romans F. C. Weiskopf. Prag 1936. (Die rote Fahne, Ausgabe vom 10. Oktober 1936)
- Führer durch Sowjet-Krieg und Frieden. El libro libre, Mexiko 1942.
- Theodor Balk, Lenka Reinerová: Ze dvou deník°u.  Státní Nakl. politické literatury, Praha 1958.
- Unter dem schwarzen Stern. Volk und Welt, Berlin 1960.
- Tag der Mauer. In: Neue Deutsche Literatur. 1961, H. 7.
- Kein Wildwest in Wildost. Eine junge Stadt in der Steppe wird interviewt. Neues Leben, Berlin 1962.
- Einst Hafen des Exils und der Verbannung. Kuba Night Step. In: Neue Deutsche Literatur. 1962, H. 5.
- Das Urteil der Straßentafeln In: Neue Deutsche Literatur. 1964, H. 7.
- Wen die Kugel vor Madrid nicht traf. Tagebuch-Roman über den Spanischen Bürgerkrieg und das Los der Spanienkämpfer. In: Alfred Kantorowicz: Spanisches Kriegstagebuch mit einem Anhang bisher unveröffentlichter Dokumente und Briefe von Theodor Balk, Lion Feuchtwanger, Ernest Hemingway, Hans Kahle, Egon Erwin Kisch, Erika Mann, Thomas Mann, Wilhelm Pieck, Gustav Regler, Ludwig Renn. Konkret Verlag, Hamburg 1979. ISBN 978-3-922144-06-9